# Contea di Dengkou
La contea di Dengkou (磴口县S, Dèngkǒu XiànP) è una contea della Cina, appartenente alla regione autonoma della Mongolia Interna e amministrata dalla prefettura di Bayannur.